# Jules Danbé

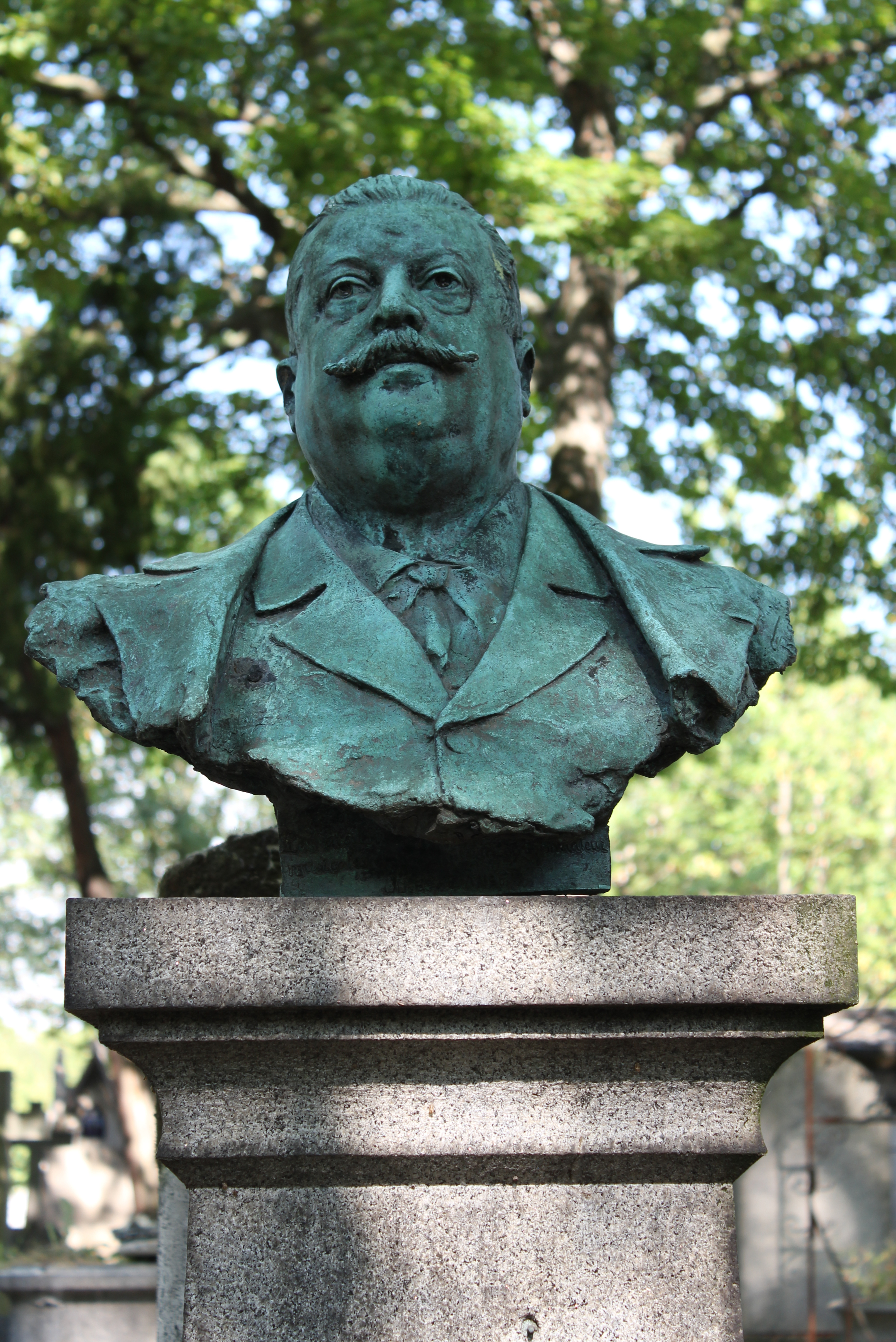
Busto de Jules Danbé de Georges Récipon.

Jules Danbé (16 de noviembre de 1840 – 30 de octubre de 1905) fue un violinista, compositor y director de orquesta francés, principalmente de ópera .

## Biografía
Danbé nació en Caen. Formado como violinista, fue alumno de Narcisse Girard y de Marie Gabriel Augustin Savard, ganando en 1859 un primer premio de violín. Adquirió mucha experiencia tocando en orquestas de vodevil, especialmente en la compañía Théâtre Lyrique y con la Orquesta Pasdeloup, y en 1871 fundó los Concerts Danbé en el Grand-Hôtel de París, además de montar conciertos en la Salle Herz en 1874 y en la Salle Ventadour en 1875. 
Danbé fue director principal del Théâtre de la Gaîté en 1876, dirigiendo Dimitri, Les Erynnies y Paul et Virginie (cuyo estreno en la Opéra-Comique también dirigió). Nombrado director de orquesta del Teatro Nacional de la Opéra-Comique el 2 de junio de 1877, asumió sus funciones el 1 de septiembre de ese año, permaneciendo hasta abril de 1898.  Se consideró que su mandato, asistido por Henri Vaillard y Giannini, había mejorado la calidad de la interpretación orquestal. En 1889, una interpretación del Réquiem de Verdi provocó el comentario de que la orquesta era probablemente la mejor de París. 
Además de dirigir el repertorio central de la Opéra-Comique, dirigió los estrenos de las siguientes óperas: 
- Le timbre d'argent (Saint-Saëns) 23 de febrero de 1877
- Los cuentos de Hoffmann (Offenbach) 10 de febrero de 1881
- Lakmé (Delibes) 14 de abril de 1883
- Manon (Massenet) 19 de enero de 1884
- Le roi malgré lui (Chabrier) 18 de mayo de 1887
- Esclarmonde (Massenet) 14 de mayo de 1889
- La Basoche (Messager) 30 de mayo de 1890
- L'attaque du moulin (Bruneau) 23 de noviembre de 1893
- Le flibustier (Cui) 22 de enero de 1894
- El retrato de Manon (Massenet) 8 de mayo de 1894
- Safo (Massenet) 27 de noviembre de 1897

También dirigió un reposición de la ópera de Hector Berlioz,  Los troyanos en la Opéra-Comique (en el mismo teatro donde se estrenó) en junio de 1892. 
Danbé fue director musical de la Fundación Beaulieu entre 1888 y 1905.  Fue miembro de la Orquesta de la Sociedad de Conciertos del Conservatorio de París, donde ocupó la segunda cátedra, primeros violines, el 14 de octubre de 1884, uniéndose a Jules Garcin, concertino, convirtiéndose en segundo chef (y concertino) el 2 de junio de 1885, reemplazando a Garcín y retirándose de la Société el 3 de junio de 1892.  Fue mentor y profesor del director de orquesta Pierre Monteux, a quien presentó para su ingreso al Conservatorio. 
Tras dejar la Opéra-Comique, en 1899 se trasladó al Théâtre de la Renaissance, donde dirigió una rara producción de la ópera Ifigenia en Táuride de Christoph Willibald Gluck  en diciembre de ese año  y también dirigió conciertos de música clásica en los casinos de Néris-les-Bains y Vichy .
Compuso varias obras para violín y fue autor de un método para violín. Recibió la Legión de Honor en 1885.
Danbé murió en París, el 30 de octubre de 1905 y está enterrado en el Cementerio de Père Lachaise. 